# Winterstadion
Het Winterstadion (Hebreeuws: אצטדיון וינטר Etztadion Vinter) is een multifunctioneel stadion in Ramat Gan, een stad in Israël. 

## Informatie
Het stadion wordt vooral gebruikt voor voetbalwedstrijden, de voetbalclub Hakoah Amidar Ramat Gan maakt gebruik van dit stadion. Het verving na 1974 het Gali Gilstadion. In het stadion is plaats voor 8.006 toeschouwers. Het stadion werd geopend in 1983 en gerenoveerd in 2006.

## Afbeelding

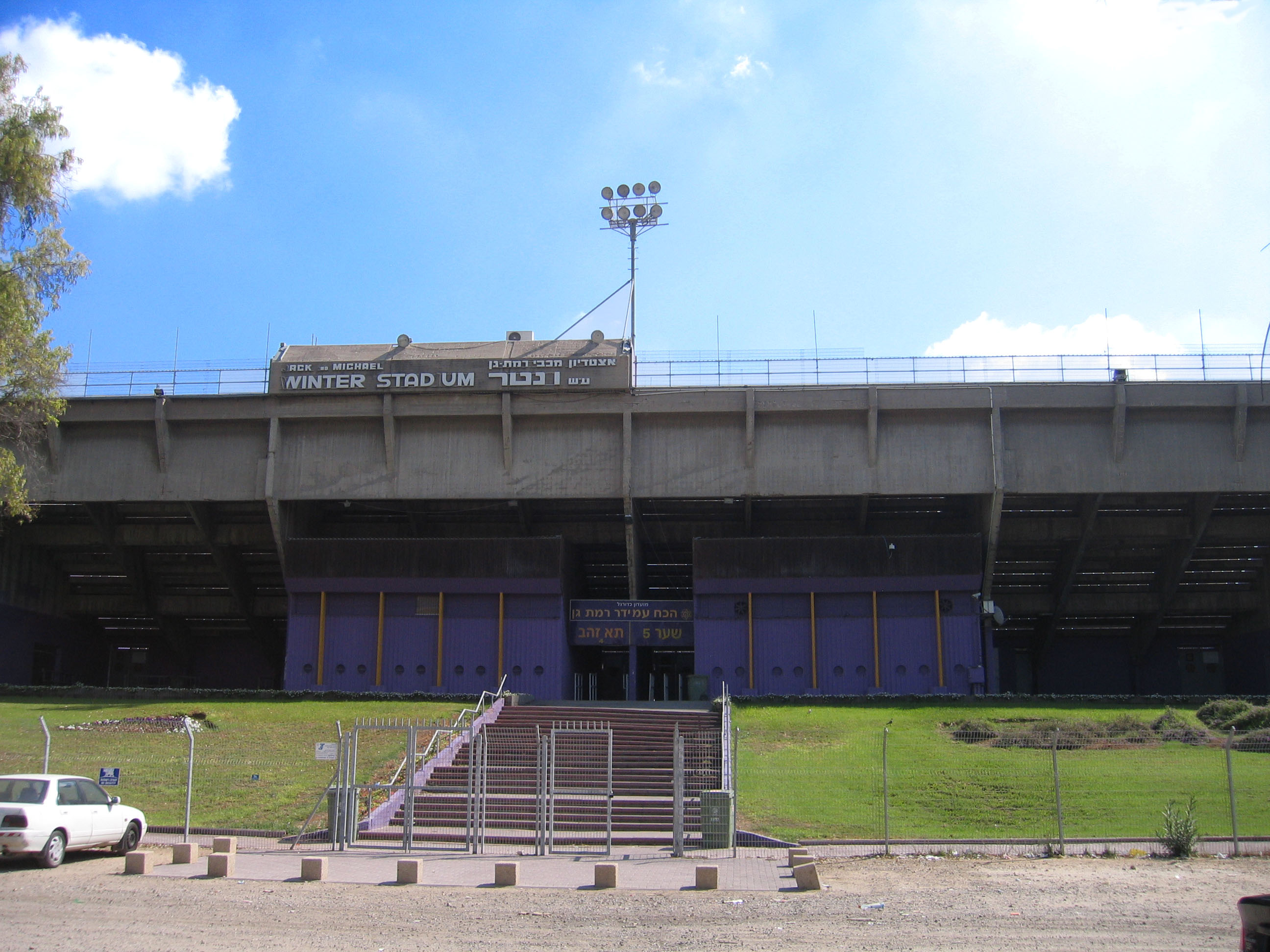
De buitenkant van het stadion.